# Évier

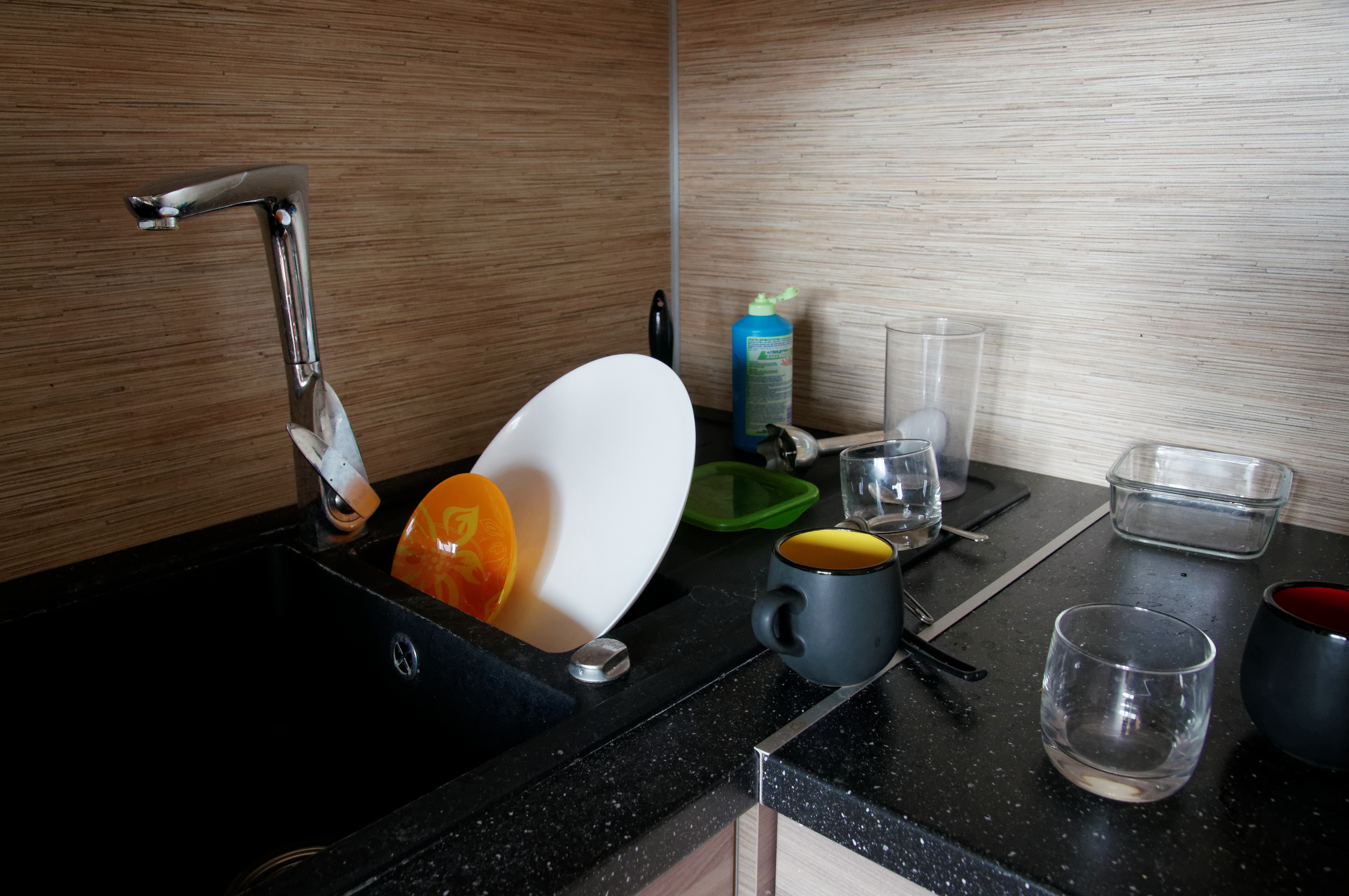
Évier et meuble.

Un évier est une vasque. En général, il est placé dans la cuisine et sert à faire la vaisselle ou à nettoyer la nourriture. Le lavabo est quant à lui placé dans la salle de bains et sert à faire sa toilette. Mais on peut différencier facilement l'un de l'autre : l'évier est souvent métallique et le lavabo en céramique.
Le terme « lavabo » est parfois utilisé au Québec pour désigner un évier.

## Étymologie

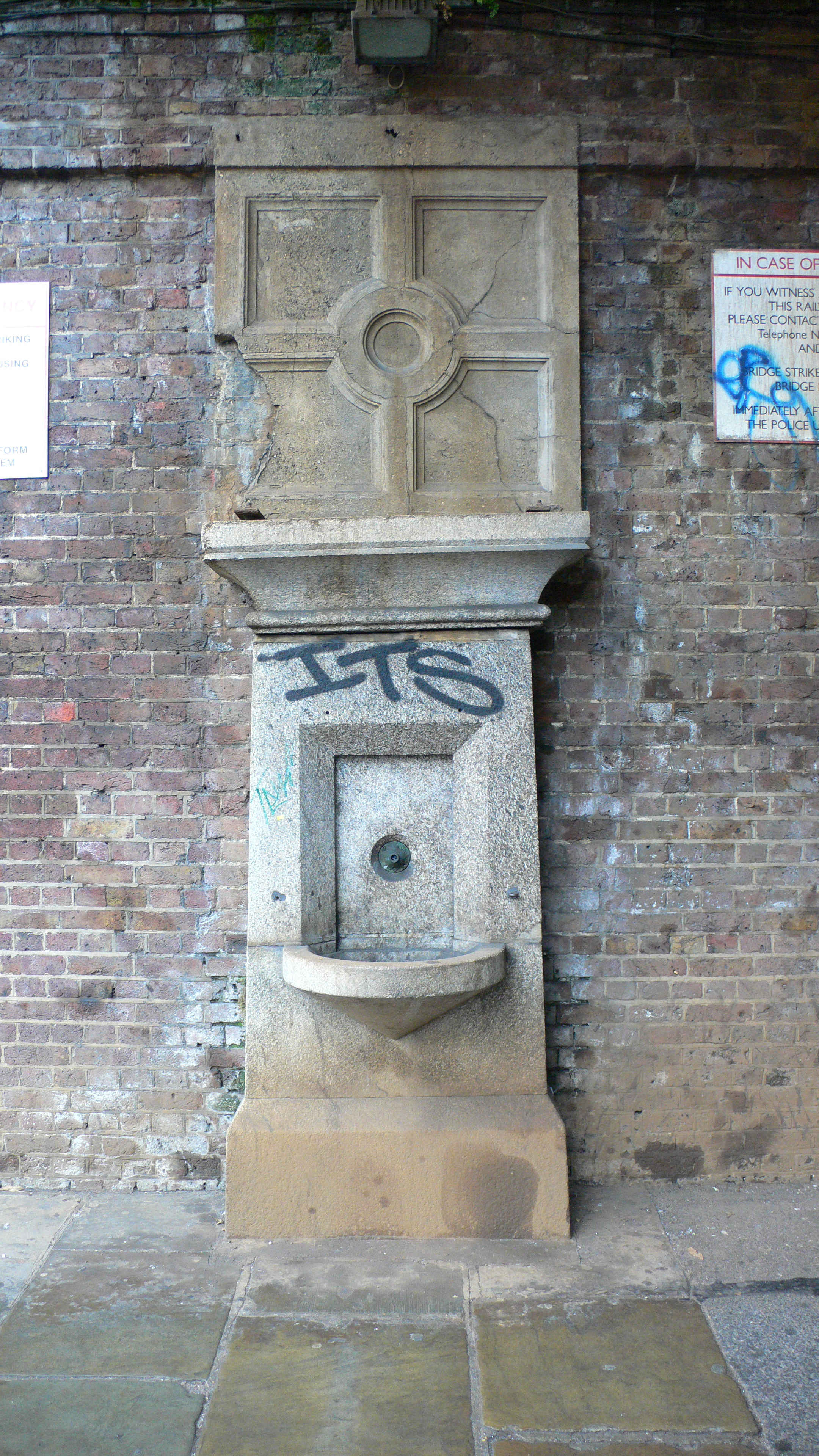
Fontaine avec évier.

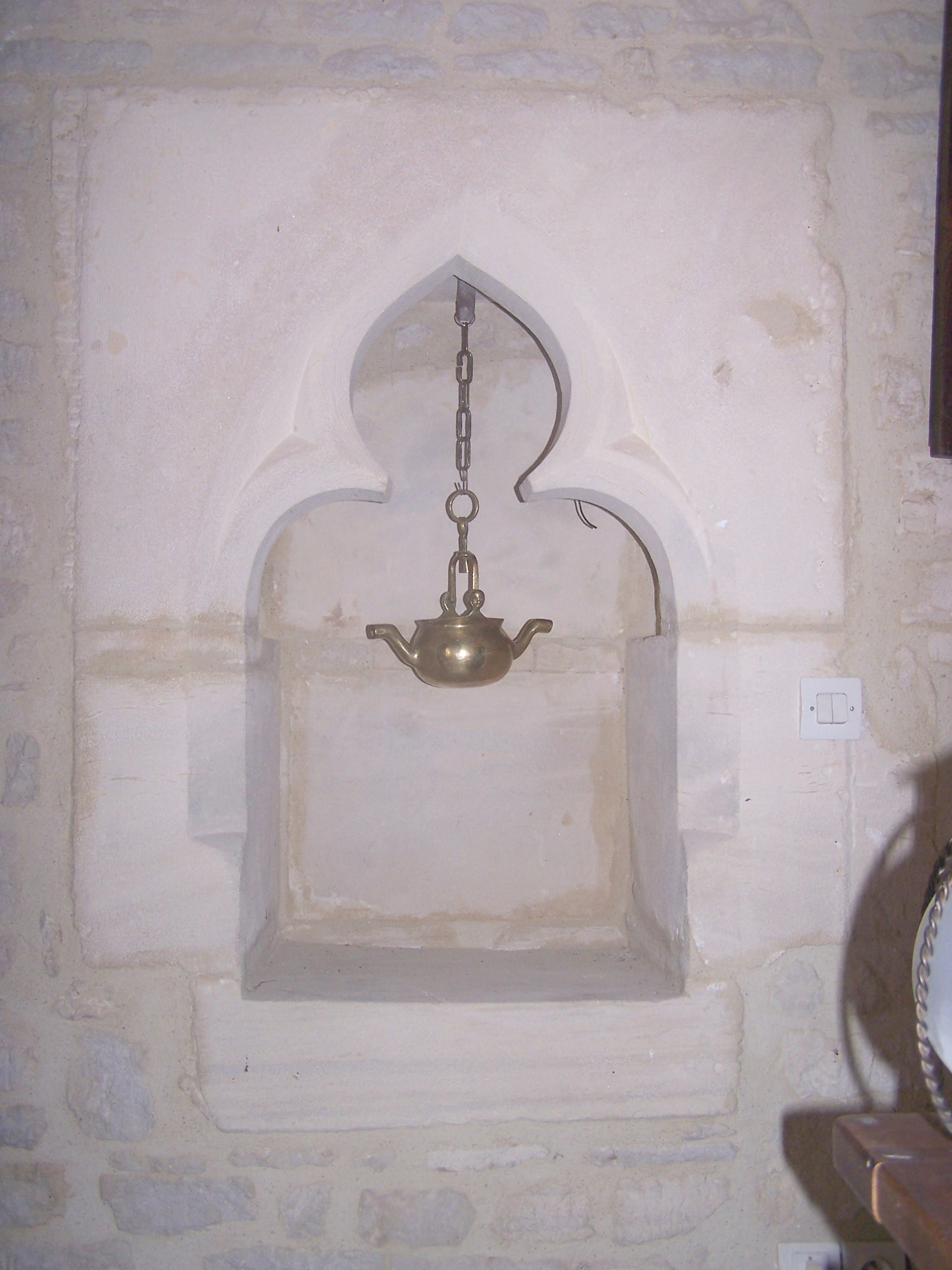
Lavabo et sa puisette du XIIIe siècle/XIVe siècle.

Le mot évier vient du mot latin aquarium (aqua = eau) qui signifie réservoir. Le mot va connaître toute une série de mutations phonétiques en passant par aqwaryo, agwaryo, ag waryo, awwaryo, awaryo, awyèro, awyèr(e), avyer pour finir au XIIIe siècle par donner notre « évier » moderne. À cette époque, il désigne, selon le dictionnaire de l'Académie, un « égout pour l'écoulement des eaux usées ».
Le mot lavabo, lui, est la première personne du singulier du verbe latin lavare au futur. Dans la liturgie chrétienne, le terme décrit un moment de la messe où le prêtre, justement, se lave les mains. « Lavabo inter innocentes manus meas » (« Je me laverai les mains parmi les innocents »). D'où le mot « lavabo » pour désigner une vasque réservée aux ablutions alors que le mot évier, d'une utilisation originellement plus prosaïque, va être circonscrit au domaine ancillaire.

## Histoire

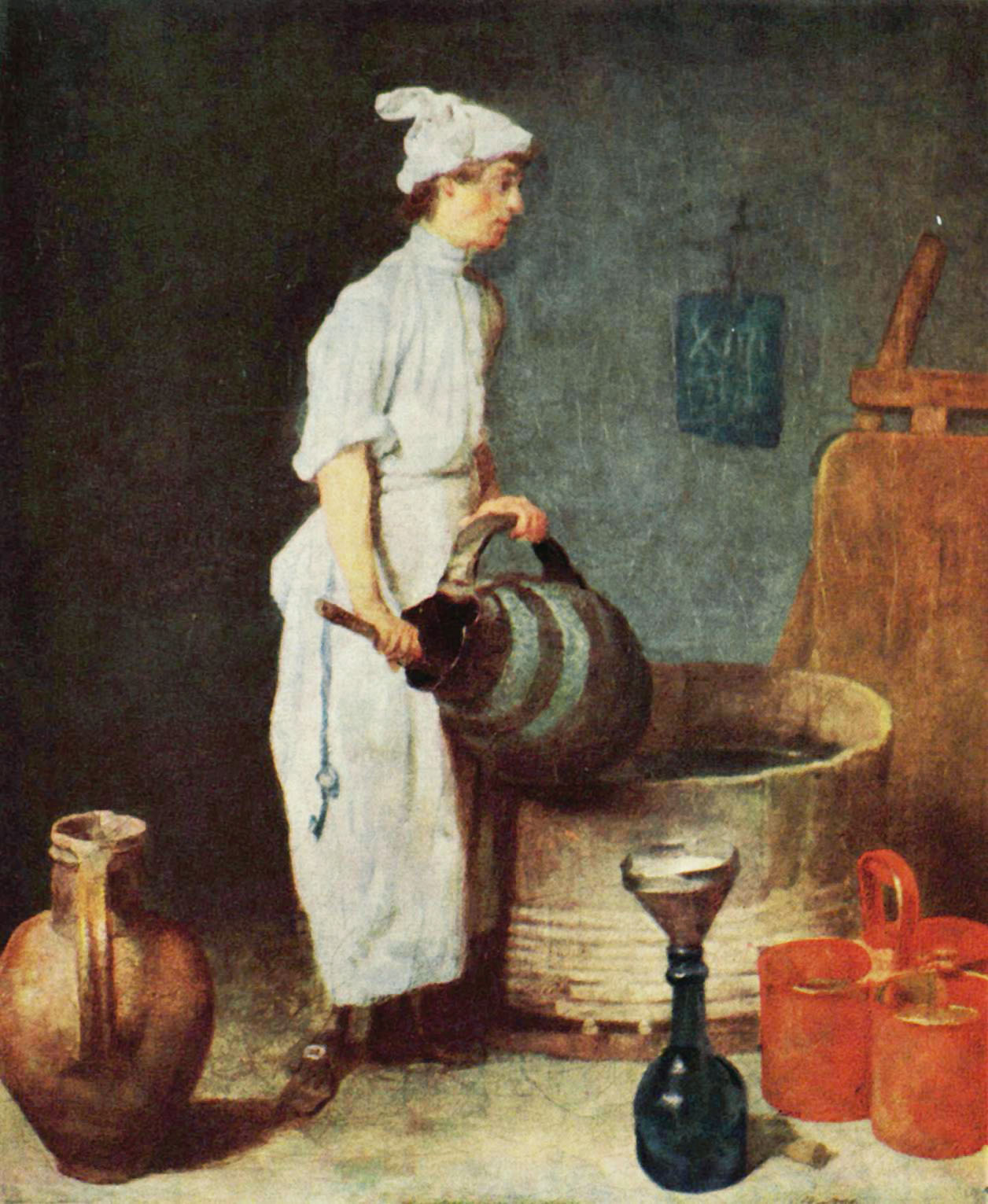
Plongeur dans une auberge (Chardin, vers 1738).

Au départ, l'aquarium est creusé dans la pierre et sert à retenir l'eau. Il peut donc servir aussi bien de réservoir que d'abreuvoir ou d'auge. 
Pour vidanger l'eau, ce que le poids de la pierre rend peu aisé, on creuse une rigole d'évacuation, ou un trou dans le fond de la vasque de pierre, trou qui sera bouché à l'aide d'une bonde que l'on peut facilement ôter et remettre.
Les représentations des cuisines anciennes dans la peinture montrent que l'évier sous forme de vasque n'apparaît que tardivement dans les maisons. La vaisselle se fera longtemps dans un tonneau, un baquet ou un bac. Jusqu'au XVIIIe siècle, le mot « évier », en France, désigne un « canal appropriée à une cuisine, où l'on jette l'eauë des choses lavées, ou autres pour la faire vuider hors », un « conduit par où s'écoulent les eaux, les lavures, & les autres immondices d'une cuisine ». Certaines cuisines sont munies d'une « bassière » en pierre qui sert d'évier. Ce n'est qu'au début du XIXe siècle que le Dictionnaire de l'Académie donne une définition qui se rapproche de celle de l'évier moderne : ÉVIER. s. m. Pierre en forme de table, et légèrement creusée, sur laquelle on lave la vaisselle, et qui a un trou pour l'écoulement des eaux. On l’appelle aussi « pierre d'évier » ou « pierre à laver ».
Dans la Brie, c'est une simple pierre peu profonde, qui sert à poser un seau de bois. On l'appelle le lavier. Le terme levier ou lavier se retrouve également au Canada. 
Dans les maisons prospères de l'Angleterre victorienne et édouardienne, l'évier se trouve dans une pièce attenante à la cuisine, la scullery. C'est un évier en faïence blanche à une cuve. On distingue à cette époque l'évier de Belfast (avec un trop-plein) et l'évier de Londres (sans trop-plein).
La multiplication des éviers dans les maisons urbaines posera des problèmes de tuyauterie résolus par la fontainerie, qui se développe à partir du début XIXe siècle. Des conduites en plomb, étanche et malléable, mais aussi en fer fondu, en cuivre, en terre cuite ou en bois, des tuyaux coudés retournés en collet sur la pierre à laver et joints au mastic permettent l'écoulement des eaux vers l'extérieur, mais aussi acheminent l'eau de la nappe phréatique à la pompe à bras, machine composée de tuyaux cylindriques de bois, de plomb ou de potin, d'un piston et de soupapes, dont on se sert pour puiser l'eau et l'élever. Les pompes aspirantes et foulantes permettent d'élever l'eau où on peut désirer dans les divers étages d'une maison.
L'eau courante de même que le gaz de ville arrive peu à peu dans tous les foyers au cours du XXe siècle, acheminée par des sociétés distributrices, via un réseau de canalisations qui couvre des territoires immenses. Elle est maintenant dispensée directement par un robinet au-dessus de l'évier, qui restera longtemps le seul point d'eau du logement urbain.

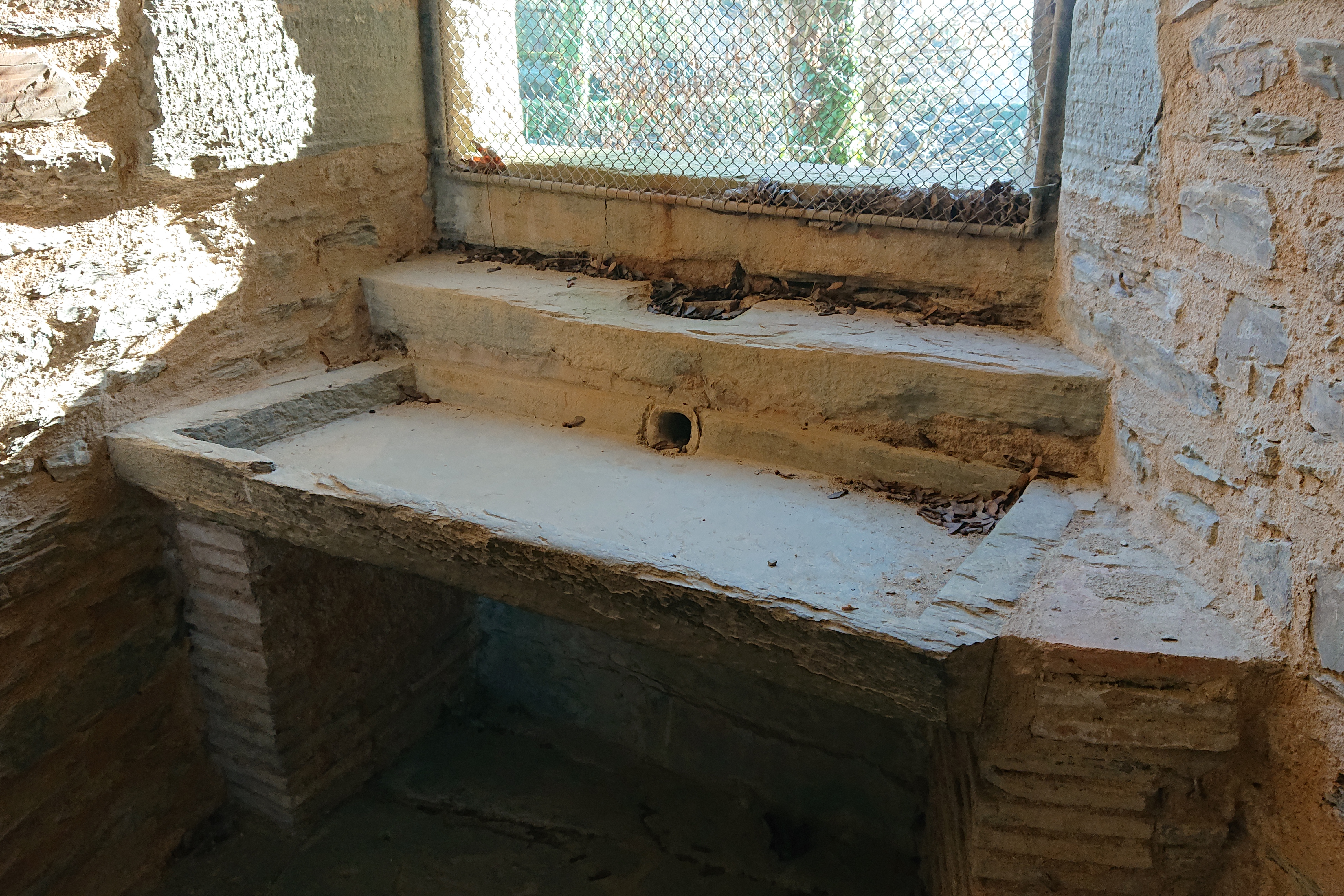
Évier en pierre, château de Châteaubriant.
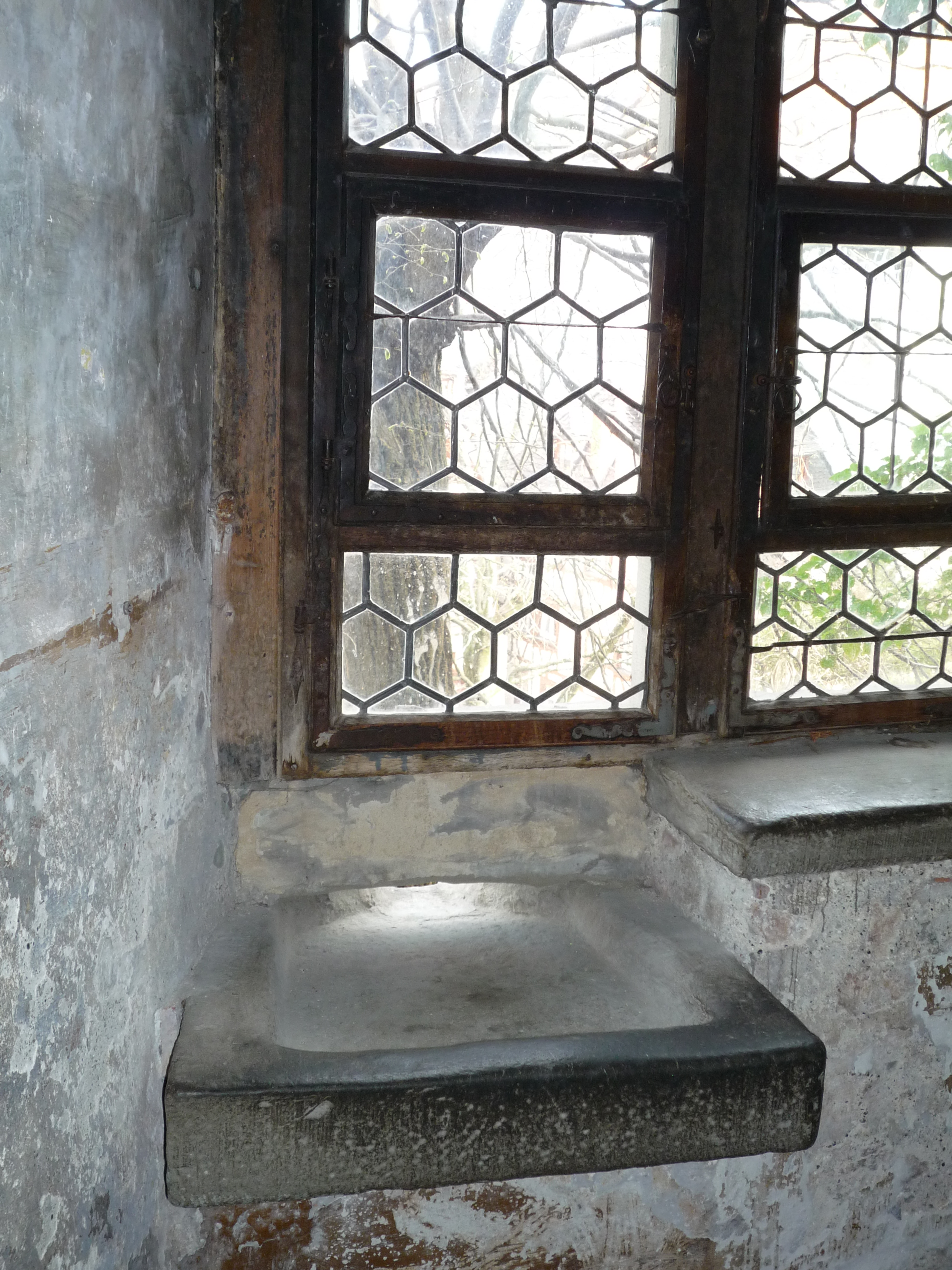
château de Meersburg (de), pierre d'évier, évacuation en façade, XVIIIe siècle (?).
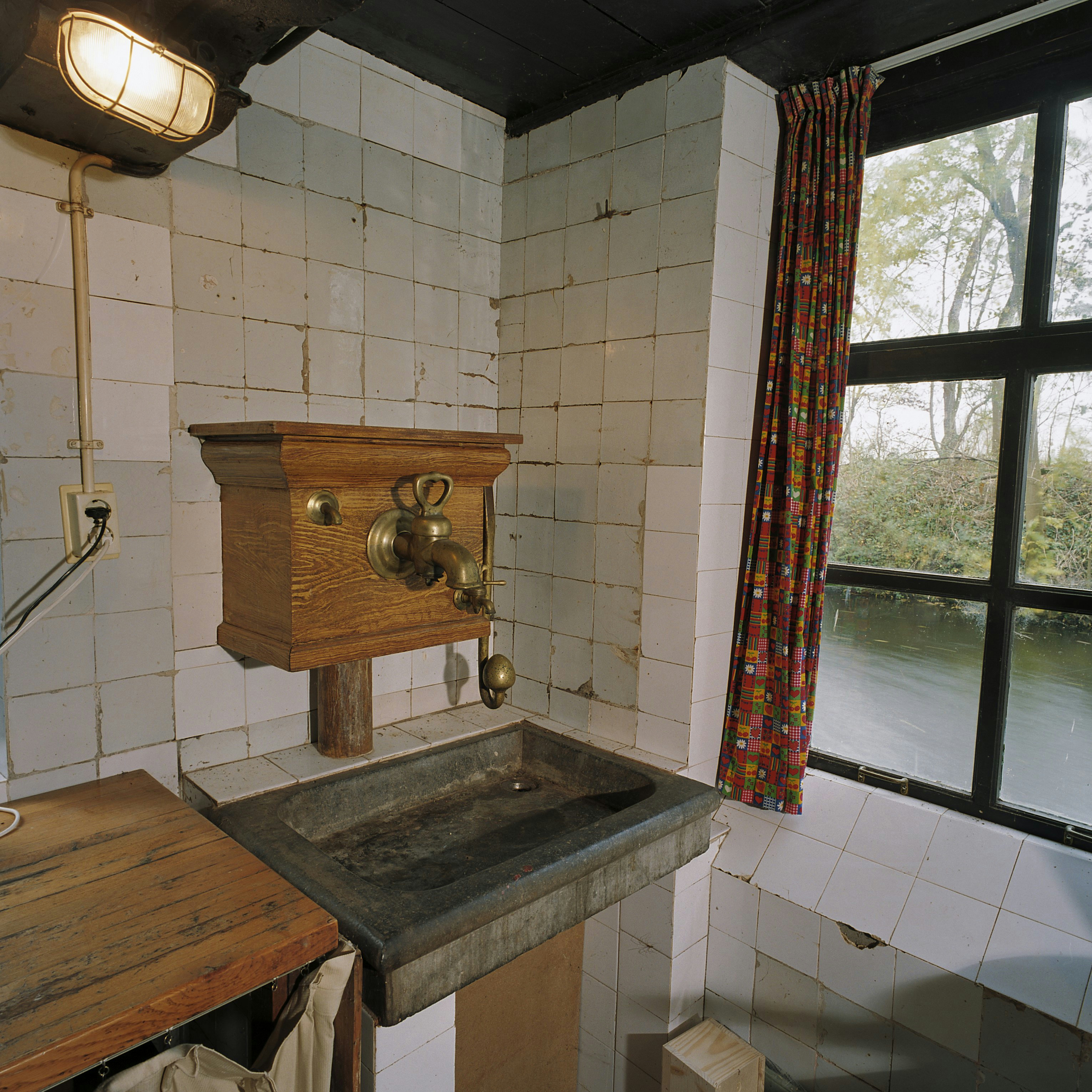
Pierre d'évier et pompe à bras, Hollande, XIXe siècle (?).
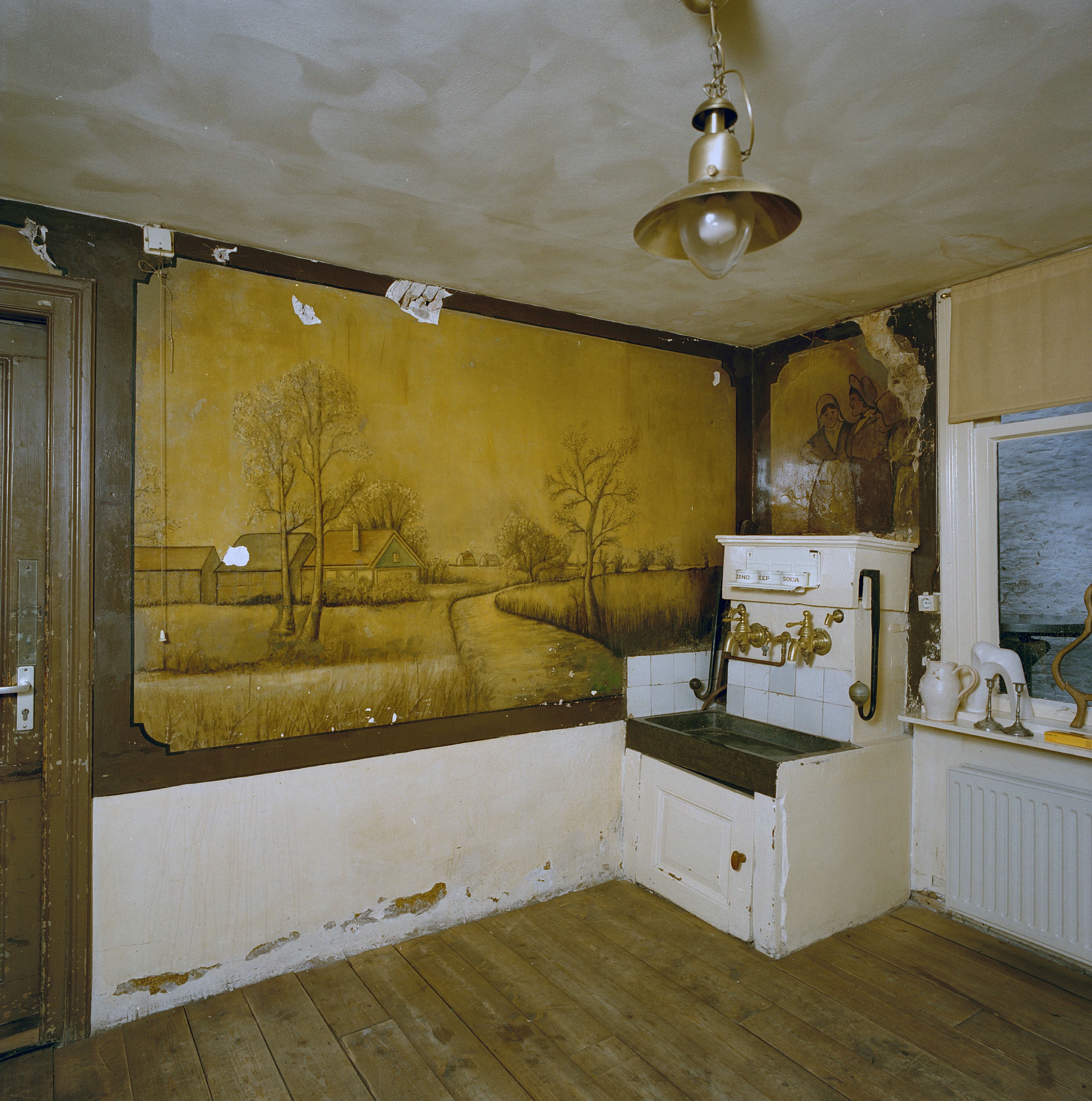
Évier et pompe à bras, Hollande, XIXe siècle (?).
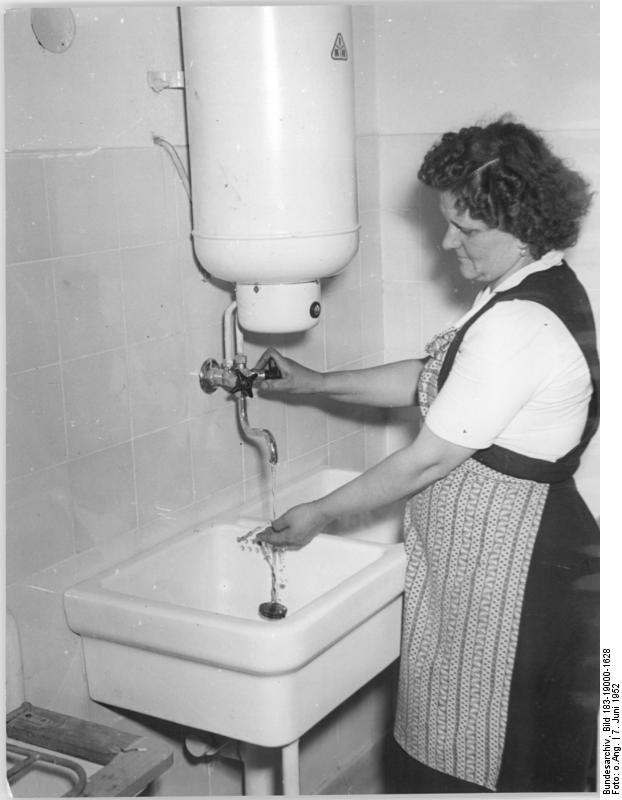
Évier et chauffe-eau, Allemagne, XXe siècle.
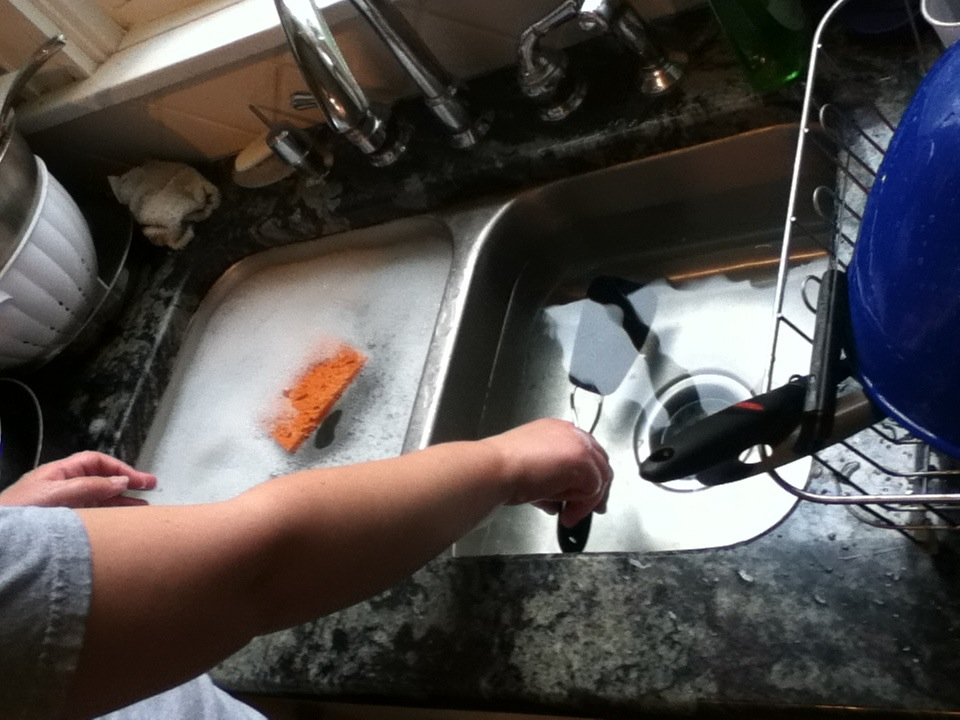
La vaisselle, XXIe siècle.

### Au Moyen Âge
Dans les cuisines des châteaux, on retrouve presque toujours la trace d’éviers destinés à rejeter au dehors les eaux qui servaient à laver la vaisselle. Ces éviers consistent en une pierre taillée en forme de cuvette avec un trou au fond et placée dans un renfoncement de la muraille. Le trou de la pierre à évier correspond à une conduite en pierre prise dans l’épaisseur du mur ou formant saillie au dehors.

## Présentation

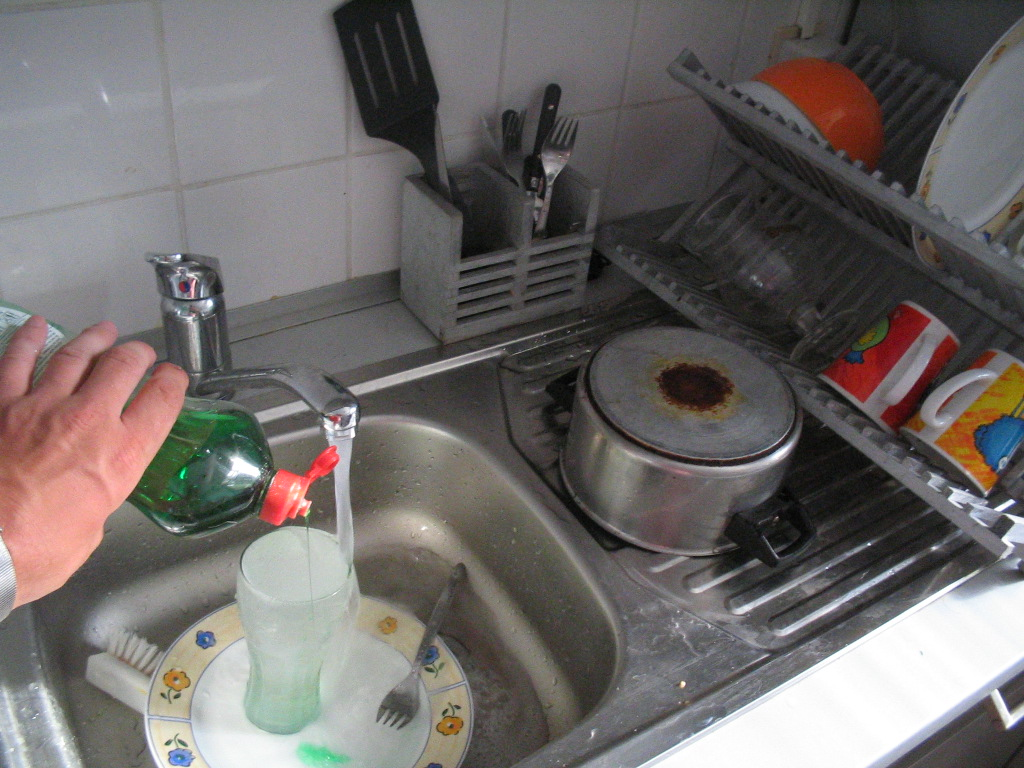
Évier en inox composé d’une cuve et d’une paillasse.

L'évier de faïence apparaît tardivement. Il est d'un entretien plus simple et donc plus hygiénique que la pierre. Blanc à l'origine, il peut être coloré. L'évier en ciment est moins coûteux.
À partir du XXe siècle, on trouve des éviers en zinc, en inox, en grès, en céramique ou en matériaux de synthèse.
L’évier est constitué d’une ou plusieurs cuves (généralement deux, ce qui permet par exemple de laver et rincer la vaisselle dans des eaux différentes). Sur le côté de la cuve (voire des deux côtés) se trouve une « paillasse », lisse ou rainurée, où l’on place les objets à égoutter.
L'évier est parfois solidaire d'un socle appelé « plan de travail » reposant lui-même sur un élément de cuisine équipée. Ce plan est fabriqué dans différents matériaux comme : le bois (parfois traité par ignifugation ou recouvert de carrelage), la pierre (marbre ou granit poli), le métal (inox), le verre, un matériau de synthèse (Corian), etc.

## Siphon

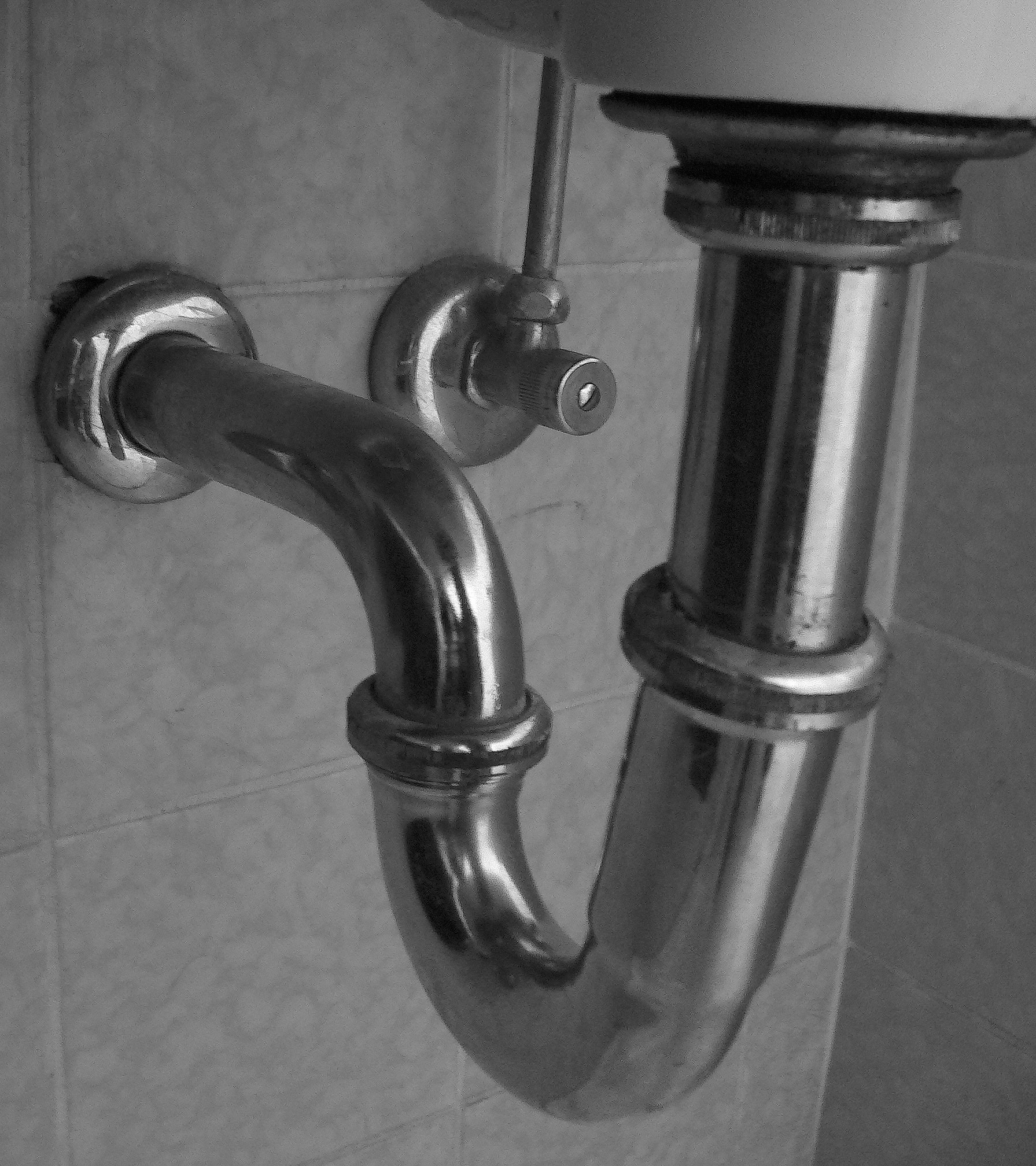
Siphon.

Les canalisations d'évacuation des eaux usées sont équipées d'un siphon qui fait écran aux odeurs désagréables. Ce siphon est placé sous l'évier et reçoit donc des débris solides qui, en s'accumulant, peuvent le boucher et empêcher l'écoulement des liquides. 
Les techniques les plus courantes pour déboucher une canalisation sont :
- le déboucheur chimique,
- la ventouse, dite débouche-évier,
- le furet,
- la pompe.

## Légendes
Une légende urbaine associe le lavabo et les forces de Coriolis. Une expérience simple permet de démontrer qu'il n'en est rien. Il suffit en effet d'observer simultanément deux lavabos identiques à l'aide d'une webcam, l'un dans l'hémisphère nord, l'autre dans l'hémisphère sud, pour constater que le sens de rotation de l'eau qui se vide est aléatoire et n'a rien voir avec la rotation du globe terrestre. Il est dû à la géométrie de la cuvette et aux microcourants d'eau créés lors de son remplissage, ou lors de l'agitation de l'eau.

## Dans les arts et la littérature
Objet vulgaire, associé aux classes modestes ou au domaine des domestiques, l'évier devient un symbole du nouveau réalisme de la peinture britannique des années 1940-1950, lorsqu'un tableau de Jack Smith (en) inspire en 1954 au critique David Sylvester l'expression kitchen sink painters (en), les « peintres de l'évier de cuisine », qui sera appliquée également à John Bratby, Derrick Greaves et Edward Middleditch (en). L'expression sera adaptée en kitchen sink dramatists (« les dramaturges de l'évier de cuisine ») pour désigner les auteurs de la génération des Angry Young Men, qui mettent en scène des héros issus de classes modestes ou laborieuses, évoluant dans un environnement bien éloigné des salons bourgeois.
Au cinéma, l’évier de cuisine est un accessoire qui connote fortement l'ambiance et caractérise les habitants d'un lieu. Sale et débordant de vaisselle, il peut suggérer :
- le célibataire masculin,
- la dépression,
- le surmenage,
- les problèmes familiaux.

Propre et net, il renvoie à l'image :
- de la bonne ménagère archétypale,
- de la famille aisée qui peut se payer des domestiques,
- de la petite bourgeoisie maniaque.